# Кузьмина, Нина Николаевна
Нина Николаевна Кузьмина — российский педагог, Герой Социалистического Труда (1968).

## Биография
Родилась в Самаре 2 июня 1930 года. Окончила Мелекесский учительский институт (1951).
С 1951 года учитель русского языка и литературы Радищевской средней школы Радищевского района Ульяновской области. Заочно окончила филологический факультет Ульяновского государственного педагогического института (1956).
С 1960 года директор Радищевской средней школы, которая стала лучшей в районе, одной из лучших в области.
Указом Президиума Верховного Совета СССР от 1 июля 1968 года за большие заслуги в деле обучения и коммунистического воспитания присвоено звание Героя Социалистического Труда.
Работала директором школы до 1971 года. С января 1971 по июнь 1985 года — заведующая отделом науки и учебных заведений Ульяновского обкома КПСС.
С 1985 года — на пенсии.
Умерла 29 декабря 2018 года. Похоронена на Северном кладбище Ульяновска.

## Награды и звания
Герой Социалистического Труда (1968);
Орден Ленина (1968);
Заслуженный учитель РСФСР.

## Память
5.10.2006 г., в Международный день учителя, в Ульяновске торжественно открылась областная «Аллея славы учителей», где на Доске почёта Нине Николаевне установлена мемориальная доска.